# Андрија Зафрановић
Андрија Зафрановић  (Маслиница, 15. август 1949 — Праг, 9. март 2021) био је југословенски, хрватски и српски монтажер. Рођен је у Масленици 15. августа 1949. године.

## Биографија
Године 1975. је дипломирао и магистрирао на филмској и ТВ монтажи на FAMU у Прагу где су студирали још на осталим смеровима знаменити редитељи са простора бивше Југославије као што су: Горан Марковић, Горан Паскаљевић, Срђан Карановић, Емир Кустурица, Рајко Грлић, сниматељи Предраг Поповић и Живко Залар, његов брат Лордан Зафрановић.
Током година стекао је статус једног од највећих филмских и телевизијских монтажера, а радио је као супервизор монтаже и драматург. 
Годинама је био редовни професор и шеф катедре на Академији драмских уметности у Београду ФДУ, а од 2009. је редовни професор на академији FAMU У Прагу.
Сарађивао је са редитељским именима: Бато Ченгић (драме Љубав у једанаестој, Зовем се Ели, филм Глуви барут), Александар Ђорђевић (Краљевски воз, Јагуаров скок), Живко Николић (Чудо невиђено), Емир Кустурица (Отац на службеном путу, Дом за вјешање, Аризона дрим), Лордан Зафрановић (Вечерња звона, Халоа празник курви), Рајко Грлић (Караула, Чаруга, Џозефин) и урадио је монтажу целокупног филмског опуса покојног Драгана Кресоје (Још овај пут, Крај рата, Октобарфест, Оригинал фалсификата, Пун месец над Београдом, Тамна је ноћ).
Добитник је три Златне арене за монтажу на филмском фестивалу у Пули за филмове: Краљевски воз (1981), Балкански шпијун (1984), Вечерња звона (1986).
Добитник је и награда за најбољу монтажу на Филмском фестивалу у Сопоту, носилац је признања Фипресци, а награђен је на париском Филмском фестивалу југоисточне Европе и добитник награде за животно дело филмског фестивала „Синематик".
Немачки филмски часопис Кино-филм шнит прогласио га је најбољим европским монтажером 2017. године.

## Филмографија
| Год.   | Назив                                | Улога              |
| ------ | ------------------------------------ | ------------------ |
| 1970-е |                                      |                    |
| 1977.  | Зовем се Ели (ТВ)                    |                    |
| 1978.  | Љубав у једанаестој (ТВ)             |                    |
| 1978.  | Квар                                 | монтажа тона       |
| 1978.  | Тигар                                | монтажа музике     |
| 1978.  | Тамо и натраг                        | монтажа музике     |
| 1979.  | Крц                                  | монтажа            |
| 1979   | Сећам се                             |                    |
| 1980-е |                                      |                    |
| 1981.  | Свињски отац (ТВ)                    |                    |
| 1981.  | Човек који је појео вука (ТВ)        |                    |
| 1981.  | Краљевски воз                        |                    |
| 1982.  | Srečno novo leto                     |                    |
| 1982.  | Razseljena oseba                     |                    |
| 1983.  | Boji (TV)                            |                    |
| 1983.  | Dih                                  |                    |
| 1983.  | Још овај пут                         |                    |
| 1983.  | Игмански марш                        |                    |
| 1984.  | Julius Kugi (TV)                     |                    |
| 1984.  | Чудо невиђено                        |                    |
| 1984.  | Балкански шпијун                     |                    |
| 1984.  | Јагуаров скок                        |                    |
| 1984.  | Крај рата                            |                    |
| 1985.  | Cristophoros                         |                    |
| 1985.  | Ада                                  | супервизор монтаже |
| 1985.  | Држање за ваздух                     | монтажа            |
| 1985.  | Отац на службеном путу               |                    |
| 1985.  | Живот је леп                         |                    |
| 1986.  | Sonce sviti na visokom nebu (TV)     |                    |
| 1986.  | Kormoran                             |                    |
| 1986.  | Heretik                              |                    |
| 1986.  | Primož Trubar (TV)                   |                    |
| 1986.  | Посљедњи скретничар узаног колосјека |                    |
| 1986.  | Вечерња звона                        | филм и мини серија |
| 1987.  | Ljubezni Branke Kolak                |                    |
| 1987.  | Октоберфест                          |                    |
| 1987.  | Живот радника                        |                    |
| 1987.  | Паралеле                             |                    |
| 1988.  | Odpadnik                             |                    |
| 1988.  | Азра                                 |                    |
| 1988.  | Халоа празник курви                  |                    |
| 1988.  | Дом за вешање                        |                    |
| 1989.  | Nekdo drug                           |                    |
| 1990-е |                                      |                    |
| 1990.  | Jesenji dez                          |                    |
| 1990.  | Decemberski dez                      |                    |
| 1990.  | Глуви барут                          |                    |
| 1991.  | Чаруга                               |                    |
| 1991.  | Празник у Сарајеву                   |                    |
| 1991.  | Оригинал фалсификата                 |                    |
| 1992.  | Аризона дрим                         |                    |
| 1993.  | Пун месец над Београдом              |                    |
| 1995.  | Тамна је ноћ                         |                    |
| 1996.  | Нечиста крв                          |                    |
| 1996.  | Чамчатка                             |                    |
| 1997.  | Феликс                               |                    |
| 1997.  | Мектуп                               |                    |
| 1997.  | Три летња дана                       |                    |
| 1998.  | Купи ми Елиота                       |                    |
| 2000-е |                                      |                    |
| 2000.  | Је ли јасно пријатељу                |                    |
| 2000.  | Џозефин                              |                    |
| 2001.  | Посљедња воља                        |                    |
| 2002.  | Како loš son                         |                    |
| 2003.  | Remake                               |                    |
| 2003.  | Rezervni deli                        |                    |
| 2004.  | Predmestje                           |                    |
| 2004.  | Roberto and Paolo                    |                    |
| 2004.  | Дружба Исусова                       |                    |
| 2005.  | Go West                              |                    |
| 2005.  | Transit (TV)                         |                    |
| 2006.  | Караула                              |                    |
| 2007.  | Промени ме                           | супервизор монтаже |
| 2007.  | Читуља за Ескобара                   | супервизор монтаже |
| 2007.  | Морам спават анђеле                  |                    |
| 2007.  | Тешко је бити фин                    |                    |
| 2008.  | Покрајина Штајерска 2                |                    |
| 2008.  | Преход                               |                    |
| 2009.  | Словенка                             |                    |
| 2009.  | Хитна помоћ                          |                    |
| 2010-е |                                      |                    |
| 2010.  | Нека остане међу нама                |                    |
| 2010.  | Неке друге приче                     |                    |
| 2010.  | Gremo mi po svoje                    |                    |
| 2011.  | Lakho noc,gospodicna                 |                    |
| 2011.  | Стање шока                           |                    |
| 2012.  | Вир                                  | супервизор монтаже |
| 2013.  | Izhod                                |                    |
| 2013.  | Gremo mi po svoje 2                  |                    |
| 2013.  | Шегрт Хлапић                         |                    |
| 2014.  | Инферно                              |                    |
| 2014.  | Деца сунца                           |                    |
| 2015.  | Енклава                              |                    |
| 2015.  | Медена ноћ                           |                    |
| 2015.  | Бићемо прваци света                  |                    |
| 2016.  | Златна петорка                       |                    |
| 2016.  | Устав Републике Хрватске (филм)      |                    |
| 2017.  | Основе убијања                       | монтажер           |
| 2018.  | Између дана и ноћи                   | монтажер           |
| 2018.  | Kраљ Петар Први (филм)               | супервизор монтаже |
| 2019.  | The Happiness Effect                 |                    |
| 2020-е |                                      |                    |
| 2020.  | Име народа                           |                    |
| 2021.  | Застој                               |                    |